# Erich Hassinger
Erich Hugo Hassinger (* 22. September 1907 in Wien, Österreich-Ungarn; † 30. März 1992 in Freiburg im Breisgau) war ein deutsch-österreichischer Historiker und Archivar.

## Leben
Erich Hassinger wurde als Sohn des Anthropogeographen Hugo Hassinger (1877–1952), nachmaliger Ordinarius an der Universität Basel, und dessen Frau Helene, geb. Peyr (1882–1955), in Wien geboren. Sein Bruder Herbert Hassinger (1910–1992) wurde Wirtschaftshistoriker. Ab 1918 besuchte Hassinger das Humanistische Gymnasium in Basel, wo er 1926 die Matura bestand. Er studierte einige Semester u. a. Kunstgeschichte an der Universität Basel und danach Neuere Geschichte sowie mittelalterliche Geschichte und Kunstgeschichte an den Universitäten in Freiburg im Breisgau und München (1928–1930). 1931 wurde er bei Gerhard Ritter in Freiburg mit einer Dissertation über den italienischen Späthumanisten Jacobus Acontius zum Dr. phil. promoviert. Von 1931 bis 1933 wurde er am durch Albert Brackmann geleiteten Institut für Archivwissenschaft in Berlin-Dahlem ausgebildet. Außerdem erlernte er osteuropäische Sprachen. 1933/34 war er Stipendiat der Publikationsstelle beim Preußischen Geheimen Staatsarchiv, wo er ein Editionsprojekt zu preußischen Gesandtschaftsberichten aus Warschau vorarbeitete. 1935 begann er die Arbeit an seiner daraus entstandenen Habilitation über den Nordischen Krieg. Von 1935 bis 1939 wurde er dazu von der Deutschen Forschungsgemeinschaft gefördert. Auslandsaufenthalte führten ihn nach Schweden (1937) und Krakau/Krakau (1939). Hassinger war Mitglied der SA (1933–1935), der DAF und der NSV, er beantragte am 10. Februar 1941 die Aufnahme in die NSDAP und wurde zum 1. April desselben Jahres aufgenommen (Mitgliedsnummer 8.291.619), übernahm allerdings keine Funktionen und erhielt keine einschlägigen Auszeichnungen, was ihm im Entnazifizierungsverfahren zugutekam.
Nach Ausbruch des Zweiten Weltkrieges wurde er im Herbst 1939 zur Wehrmacht einberufen und im Dezember 1939 einem „Ersatztruppenteil“ zugeteilt. Im März 1940 reichte er an der Friedrich-Wilhelms-Universität zu Berlin einen Teil seiner Habilitationsschrift ein, die er allerdings im August 1940 zur Überarbeitung zurückzog. Zunächst als Übersetzer in einer Dienststelle tätig, wurde er im Januar 1944 zum Dienst an der Ostfront eingezogen. Einsätze hatte er in Bessarabien und ab Januar 1945 an der Oder bei Küstrin. Im März 1945 geriet er in sowjetische Kriegsgefangenschaft, aus der er Mitte 1945 entlassen wurde. Diese Zeit verarbeitete er später literarisch.
Im Jahre 1949 wurde er von der württembergischen Spruchkammer als „nicht betroffen“ eingestuft. Seitdem arbeitete auch wieder an seiner Habilitationsschrift (Brandenburg-Preußen, Schweden und Russland 1700–1713). 1950 wurde er in Freiburg habilitiert und erlangte die venia legendi. Danach war er ebendort als Privatdozent tätig. 1951 erhielt er eine Diätendozentur und 1956 eine außerplanmäßige Professur. 1952/53 war er Vertreter des Lehrstuhls für mittlere und neuere Geschichte unter besonderer Berücksichtigung der amerikanischen und englischen Geschichte (Otto Vossler) an der Universität Frankfurt am Main. Von 1957 bis zur Emeritierung 1972 war er Nachfolger seines Lehrers Gerhard Ritter auf dem Lehrstuhl für Neuere Geschichte an der Universität Freiburg im Breisgau. Krankheiten, die nach seiner Kriegsgefangenschaft auftraten, erschwerten wiederholt seine Lehrtätigkeit. Von 1955 bis 1960 war er Mitglied der Senatskommission für Ostfragen, 1956/57 Mitglied des Senats, 1961/62 Dekan der Philosophischen Fakultät, 1962/63 Prodekan und 1972/73 Promotionsbeauftragter des Gemeinsamen Ausschusses der Philosophischen Fakultäten. Zu seinen akademischen Schülern gehörten u. a. Hans Fenske, Wolfgang von Hippel, Wolfgang Reinhard und Klaus Schwabe.
Sein Forschungsschwerpunkt war die Frühe Neuzeit. 1960 veröffentlichte er in der Tageszeitung Die Welt einen aufsehenerregenden Artikel mit dem Titel Die ungeeigneten Studenten, in dem er beklagte, ein großer Teil der Geschichtsstudierenden hätte keine „innere Beziehung“ zu ihrem Fach. Von 1951 bis 1961 war er „Managing  Editor“ und von 1962 bis 1976 leitender europäischer Redakteur der Fachzeitschrift Archiv für Reformationsgeschichte, die Kirchengeschichte und Geschichtswissenschaft vereint. Als Hassingers Hauptwerk gilt das Handbuch Das Werden des neuzeitlichen Europa 1300–1600 (1959).
1939 ehelichte er Johanna Huizinga; sie war ab Ende der 1940er Jahre am Kaiser-Wilhelm-Institut für Biologie in Hechingen tätig. Nach schwerer Krankheit verstarb er 1992 in Freiburg. Sein Nachlass befindet sich im dortigen Universitätsarchiv.

## Schriften (Auswahl)
- mit Walther Köhler (Hrsg.): Acontiana. Abhandlungen und Briefe des Jacobus Acontius (= Abhandlungen der Heidelberger Akademie der Wissenschaften, Philosophisch-Historische Klasse. Abh. 8). Carl Winter, Heidelberg 1932.
- Brandenburg-Preußen, Schweden und Rußland. 1700–1713 (= Veröffentlichungen des Osteuropa-Institutes München. Bd. 2). Isar Verlag, München 1953.
- Das Werden des neuzeitlichen Europa 1300–1600. Westermann, Braunschweig 1959 (2. Auflage 1964; 3. Auflage 1966; 4. Auflage 1969).
- mit J. Heinz Müller, Hugo Ott (Hrsg.): Geschichte, Wirtschaft, Gesellschaft. Festschrift für Clemens Bauer zum 75. Geburtstag. Duncker und Humblot, Berlin 1974, ISBN 3-428-03267-5.
- (Hrsg.): Bibliographie zur Universitätsgeschichte. Verzeichnis der im Gebiet der Bundesrepublik Deutschland 1945–1971 veröffentlichten Literatur (= Freiburger Beiträge zur Wissenschafts- und Universitätsgeschichte. Bd. 1). Bearb. von Edwin Stark, Alber, Freiburg u. a. 1974, ISBN 3-495-49601-7.
- Empirisch-rationaler Historismus. Seine Ausbildung in der Literatur Westeuropas von Guiccardini bis Saint-Evremond. Francke, Bern u. a. 1978, ISBN 978-3-7720-1412-3 (2. Auflage 1994).